# ウィルキン・カスティーヨ
ウィルキン・アレクシス・カスティーヨ（Wilkin Alexis Castillo, 1984年6月1日 - ）は、ドミニカ共和国ペラビア州バニ出身のプロ野球選手（捕手）。右投両打。現在は、フリーエージェント（FA）。

## 経歴

### プロ入りとダイヤモンドバックス傘下時代
2002年にアリゾナ・ダイヤモンドバックスと契約してプロ入り。
2004年、傘下のパイオニアリーグのルーキー級ミズーラ・オスプレイでプロデビュー。AAA級ツーソン・サイドワインダーズでもプレーし、2球団合計で69試合に出場して打率.262、4本塁打、34打点、5盗塁を記録した。
2005年はA級サウスベンド・シルバーホークスでプレーし、113試合に出場して打率.302、6本塁打、53打点、9盗塁を記録した。
2006年はA+級ランカスター・ジェットホークス、AA級テネシー・スモーキーズ、AAA級ツーソンでプレーし、3球団合計で89試合に出場して打率.273、4本塁打、28打点、1盗塁を記録した。
2007年はAA級モービル・ベイベアーズ でプレーし、109試合に出場して打率.302、6本塁打、46打点、18盗塁を記録した。オフにはアリゾナ・フォールリーグに参加し、スコッツデール・スコーピオンズに所属した。
2008年はAAA級ツーソンでプレーした。

### レッズ時代
2008年8月14日、同月11日に行われたアダム・ダンとのトレードの後日発表選手としてシンシナティ・レッズへ移籍した。移籍後は傘下のAAA級ルイビル・バッツでプレーし、この年マイナーでは移籍前を含めた2球団合計で115試合に出場して打率.248、6本塁打、47打点、5盗塁を記録した。9月1日にメジャー契約を結んでアクティブ・ロースター入りし、翌2日のピッツバーグ・パイレーツ戦でメジャーデビュー。この年メジャーでは18試合に出場して打率.281、1打点を記録した。
2009年、メジャーでは4試合に出場して打率.286を記録した。マイナーではAAA級ルイビルでプレーし、37試合に出場して打率.221、2本塁打、7打点、3盗塁を記録した。
2010年は一年間AAA級ルイビルでプレーし、92試合に出場して打率.256、9本塁打、35打点、11盗塁を記録した。オフの11月6日にFAとなった。

### ブレーブス傘下時代
2010年11月29日にアトランタ・ブレーブスとマイナー契約を結び、翌2011年のスプリングトレーニングに招待選手として参加することになった。
2011年は傘下のAAA級グウィネット・ブレーブスでプレーし、80試合に出場して打率.262、5本塁打、37打点、5盗塁を記録した。オフの11月2日にFAとなった。

### ロッキーズ傘下時代
2011年12月13日にコロラド・ロッキーズとマイナー契約を結び、翌2012年のスプリングトレーニングに招待選手として参加することになった。
2012年は傘下のAAA級コロラドスプリングス・スカイソックスでプレーし、74試合に出場して打率.253、4本塁打、34打点、4盗塁を記録した。オフの11月2日にFAとなった。

### メキシカンリーグ時代
2012年11月16日にロサンゼルス・ドジャースとマイナー契約を結んだが、翌2013年のスプリングトレーニング中に自由契約となった。
2013年5月24日にメキシカンリーグのラグナ・カウボーイズと契約した。この年は51試合に出場して打率.378、6本塁打、28打点、6盗塁を記録した。
2014年はティフアナ・ブルズとレイノサ・ブロンコスでプレーし、2球団合計で33試合に出場して打率.206、2本塁打、11打点を記録した。

### パイレーツ傘下時代
2015年1月30日にパイレーツとマイナー契約を結び、スプリングトレーニングに招待選手として参加することになった。シーズンでは傘下のAAA級インディアナポリス・インディアンスでプレーし、21試合に出場して打率.250、2打点、1盗塁を記録した。オフの11月6日にFAとなった。

### ブルージェイズ傘下時代
2016年2月26日にトロント・ブルージェイズとマイナー契約を結んだ。シーズンでは傘下のAA級ニューハンプシャー・フィッシャーキャッツとAAA級バッファロー・バイソンズでプレーし、2球団合計で51試合に出場して打率.229、1本塁打、12打点、2盗塁を記録した。オフの11月7日にFAとなった。

### ヤンキース傘下時代
2016年12月21日にニューヨーク・ヤンキースとマイナー契約を結び、翌2017年のスプリングトレーニングに招待選手として参加することになった。
2017年は傘下のAA級トレントン・サンダーとAAA級スクラントン・ウィルクスバリ・レイルライダースでプレーし、2球団合計で59試合に出場して打率.196、3本塁打、13打点、1盗塁を記録した。オフの11月6日にFAとなった。

### 独立リーグ時代
2018年は独立リーグであるアトランティックリーグのロングアイランド・ダックスと契約した。20試合に出場して打率.314、2本塁打、12打点、1盗塁を記録した。

### ヤンキース傘下復帰
2018年5月24日にヤンキースとマイナー契約を結んだ。移籍後は傘下のAAA級スクラントン・ウィルクスバリでプレーし、41試合に出場して打率.250、2本塁打、13打点を記録した。オフの11月2日にFAとなった。

### マーリンズ時代
2019年2月28日にマイアミ・マーリンズとマイナー契約を結んだ。シーズンでは開幕を傘下のAAA級ニューオーリンズ・ベビーケークスで迎えた。6月21日にメジャー契約を結んでアクティブ・ロースター入りしたが、これは10年ぶりのメジャー昇格となった。翌日の6月22日のフィラデルフィア・フィリーズ戦、「8番・捕手」として先発出場したカスティーヨは7回表2死一、二塁、マーリンズが1点差リードされた状況で打席に立ち、右翼線を破る逆転適時二塁打を放った。10年振りの打点を挙げたカスティーヨは二塁ベース上で拳を振り上げ、喜びを爆発させた。試合はこの2点が勝利打点となり、マーリンズが5－3で勝利した。その後、6月28日にAAA級ニューオーリンズへ降格、9月3日にDFA、9月5日にマイナー契約に切り替わった（そのままAAA級ニューオーリンズに所属）。レギュラーシーズン終了後の10月14日にFAとなった。
2020年は無所属のまま過ごしていたが、7月31日に前年に所属したマーリンズとマイナー契約を結んだ。8月18日に自由契約となった。

## 詳細情報

### 年度別打撃成績
| 年 度    | 球 団    | 試 合 | 打 席 | 打 数 | 得 点 | 安 打 | 二 塁 打 | 三 塁 打 | 本 塁 打 | 塁 打 | 打 点 | 盗 塁 | 盗 塁 死 | 犠 打 | 犠 飛 | 四 球 | 敬 遠 | 死 球 | 三 振 | 併 殺 打 | 打 率 | 出 塁 率 | 長 打 率 | O P S |
| -------- | -------- | ----- | ----- | ----- | ----- | ----- | -------- | -------- | -------- | ----- | ----- | ----- | -------- | ----- | ----- | ----- | ----- | ----- | ----- | -------- | ----- | -------- | -------- | ----- |
| 2008     | CIN      | 18    | 34    | 32    | 6     | 9     | 1        | 0        | 0        | 10    | 1     | 0     | 0        | 1     | 0     | 1     | 0     | 0     | 5     | 4        | .281  | .303     | .313     | .616  |
| 2009     | CIN      | 4     | 3     | 3     | 0     | 2     | 0        | 0        | 0        | 2     | 1     | 0     | 0        | 0     | 0     | 0     | 0     | 0     | 0     | 0        | .667  | .667     | .667     | 1.333 |
| 2019     | MIA      | 2     | 7     | 7     | 0     | 1     | 1        | 0        | 0        | 2     | 2     | 0     | 0        | 0     | 0     | 0     | 0     | 0     | 3     | 0        | .143  | .143     | .286     | .429  |
| MLB：3年 | MLB：3年 | 24    | 44    | 42    | 6     | 12    | 2        | 0        | 0        | 14    | 4     | 0     | 0        | 1     | 0     | 1     | 0     | 0     | 8     | 0        | .286  | .302     | .333     | .636  |

- 2020年度シーズン終了時

### 年度別守備成績
| 年 度 | 球 団 | 捕手（C） | 捕手（C） | 捕手（C） | 捕手（C） | 捕手（C） | 捕手（C） | 捕手（C） | 捕手（C） | 捕手（C） | 捕手（C） | 二塁（2B） | 二塁（2B） | 二塁（2B） | 二塁（2B） | 二塁（2B） | 二塁（2B） | 左翼（LF） | 左翼（LF） | 左翼（LF） | 左翼（LF） | 左翼（LF） | 左翼（LF） |
| 年 度 | 球 団 | 試 合     | 刺 殺     | 補 殺     | 失 策     | 併 殺     | 守 備 率  | 捕 逸     | 許 盗 塁  | 盗 塁 刺  | 阻 止 率  | 試 合      | 刺 殺      | 補 殺      | 失 策      | 併 殺      | 守 備 率   | 試 合      | 刺 殺      | 補 殺      | 失 策      | 併 殺      | 守 備 率   |
| ----- | ----- | --------- | --------- | --------- | --------- | --------- | --------- | --------- | --------- | --------- | --------- | ---------- | ---------- | ---------- | ---------- | ---------- | ---------- | ---------- | ---------- | ---------- | ---------- | ---------- | ---------- |
| 2008  | CIN   | -         | -         | -         | -         | -         | -         | -         | -         | -         | -         | 2          | 5          | 2          | 0          | 2          | 1.000      | 5          | 6          | 0          | 0          | 0          | 1.000      |
| 2019  | MIA   | 2         | 20        | 0         | 0         | 0         | 1.000     | 0         | 0         | 0         | .---      | -          | -          | -          | -          | -          | -          | -          | -          | -          | -          | -          | -          |
| 通算  | 通算  | 2         | 20        | 0         | 0         | 0         | 1.000     | 0         | 0         | 0         | .---      | 2          | 5          | 2          | 0          | 2          | 1.000      | 5          | 6          | 0          | 0          | 0          | 1.000      |

- 2020年度シーズン終了時

### 背番号
- 26（2008年 - 2009年）
- 58（2019年）